# Bahnhof Hachenburg
Der Bahnhof Hachenburg liegt an der Bahnstrecke Limburg–Altenkirchen (Oberwesterwaldbahn) in Hachenburg im Westerwaldkreis in Rheinland-Pfalz. Von 1901 bis 1951 war er Anschlussbahnhof der stillgelegten Kleinbahn Selters–Hachenburg. Das Bahnhofsgebäude steht unter Denkmalschutz.

## Geschichte
Der Bahnhof Hachenburg wurde zusammen mit dem Abschnitt der Oberwesterwaldbahn 1886 in Betrieb genommen.
Im Jahre 1901 wurde ebenfalls die Kleinbahn Selters–Hachenburg eröffnet, welche 1901 den Bahnhof Hachenburg erreichte.
Der Bahnhof diente ebenfalls dem Güterverkehr, heute jedoch ausschließlich dem Personenverkehr.
Das Bahnhofsgebäude wird mittlerweile privat genutzt, das mechanische Stellwerk ist immer noch in Betrieb.
Ebenfalls war der Bahnhof von Bedeutung für Pilger der Wallfahrten von der Zisterzienserabtei Marienstatt, welche einen Haltepunkt an der Kleinbahn Selters-Hachenburg hatte, diese nutzten den Bahnhof Hachenburg zum Umstieg in Richtung Köln und Frankfurt am Main.

## Kleinbahnhof
Der Bahnhof der meterspurigen Kleinbahn lag südöstlich des Bahnhofes, das Empfangsgebäude ist noch erhalten. Es gab Umsetz-, Abstell- und Ladegleise. Westlich der Niesterstraße lag der Umladebahnhof, wo ein erhöhtes Meterspurgleis zwischen zwei Normalspurgleisen lag, ein weiteres daneben. Er wurde aber kaum genutzt, der Übergang zur Staatsbahn fand überwiegend am Bahnhof Selters statt. Nach der Stilllegung 1951 wurden alle Anlagen entfernt, die Fläche ist heute überbaut.

## Aktueller Zustand
Der Bahnhof hat noch drei Gleise, jedoch sind nur zwei Bahnsteiggleise in Betrieb, der Bahnhof Hachenburg ist ebenso ein Kreuzungsbahnhof der eingleisigen Oberwesterwaldbahn, deren Züge verkehren an den Gleisen 2 und 3,  Gleis 1 ist heute nicht mehr in Betrieb, der Bahnsteig ist noch teilweise vorhanden.
Der Bahnhof ist nur teilweise barrierefrei. Zwar ist er ebenerdig erreichbar, beim Zustieg in die Züge besteht jedoch ein Niveauunterschied. Bei Planabweichungen erfolgen akustische, automatisierte Ansagen am Fahrgastinformationsanzeiger DSA.
Die Infrastruktur des Bahnhofes bezieht sich heute auf Wetterschutz, Sitzgelegenheit, Fahrplan und weitere Informationen, einen Fahrscheinautomaten der DB Vertrieb sowie einen DSA.

## Anbindung

### Schienenpersonennahverkehr
Der Bahnhof wird heute von Zügen der Hessischen Landesbahn GmbH (HLB), Betriebsbereich Dreiländerbahn, in Richtung Limburg (Lahn) und Siegen durch die Linie RB 90 (Westerwald-Sieg-Bahn) bedient.
Darüber hinaus verkehren an der Bushaltestelle vor dem Bahnhof Regionalbusse der Westerwaldbahn in Richtung Selters und Montabaur.
Seit dem 1. Januar 2017 gilt auch im Westerwaldkreis der Tarif des Verkehrsverbundes Rhein-Mosel (VRM).
Der Bahnhof wird nach dem Rheinland-Pfalz-Takt im Auftrag vom Zweckverband Schienenpersonennahverkehr Rheinland-Pfalz Nord täglich mindestens im Stundentakt bedient.
| Linie | Zuglauf | Takt   |
| ----- | --- | ------ |
| RB 90 | Westerwald-Sieg-Bahn: (Kreuztal – Siegen-Geisweid – Siegen-Weidenau –)* Siegen Hbf – Eiserfeld (Sieg) – Niederschelden Nord – Niederschelden – Mudersbach – Brachbach – Freusburg Siedlung – Kirchen – Betzdorf (Sieg) – Scheuerfeld (Sieg) – Niederhövels – Wissen (Sieg) – Etzbach – Au (Sieg) – Geilhausen – Hohegrete – Breitscheidt (Kr Altenkirchen Ww) – Kloster Marienthal (wochentags zweistdl.) – Obererbach – Altenkirchen (Westerwald) – Ingelbach – Hattert – Hachenburg – Unnau-Korb – Nistertal-Bad Marienberg (– Büdingen (Westerw) – Enspel – Rotenhain) (zweistündlich) – Langenhahn – Westerburg – Willmenrod – Berzhahn – Wilsenroth – Frickhofen – Niederzeuzheim – Hadamar – Niederhadamar – Elz (Kr Limburg/Lahn) – Staffel – Diez Ost – Limburg (Lahn) * einzelne Züge an Werktagen Stand: Fahrplanwechsel Dezember 2024 | 60 min |

### Regionalbusverkehr
- 115 Montabaur – Selters – Hachenburg Marktplatz – Hachenburg Bahnhof (gemeinsamer Betrieb des Westerwaldbus mit dem DB Tochterunternehmen Rhein-Mosel-Bus)

### Sonstiger Anschluss
Der Bahnhof besitzt eine Park-and-Ride-Anlage.
Der Marienwanderweg sowie der Westerwald-Steig befinden sich nahe des Bahnhofs Hachenburg.